# Бражциемс
Бражциемс (латыш. Bražciems, также Bražuciems, Bražas)район города Юрмалы в его восточной части, которая расположена недалеко от автодорожного моста Лиелупе на правом берегу реки между Приедайне и Эглюциемсом Бабитского края. Недалеко от Бражциемса находится Дармштадтский лесной заповедник сосновых посадок. Через Бражциемс проходит автомагистраль Рига-Вентспилс (A10).

## История
В XIII веке через территорию современного Бражциемса проходил важный торговый путь Рига-Земгале, здесь находился один из административных центров Земгальской епархии - замок Бабаты или Святой Марии (1219—1228). 
Позднее эта территория принадлежала островному приходскому округу Рижского патримониального округа (Holmhof Kirchspiel). После шторма 1824 года лиелупский лиман расширился до такой степени, что паромная переправа Буллю у Варнукрогса была закрыта и напротив поместья Булдури у Бражи была построена новая. К ней из Риги можно было добраться через плотину, построенную на болотистой Лиекне. На правом берегу паромной переправы в Лиелупе был построен трактир Лиекна. С 1833 года по субботам и воскресеньям из Риги до Булдурского парома курсировал дилижанс, а на второй стороне переправы другой дилижанс отвозил пассажиров до Дубулты и Меллужи. Через Лиелупе за один раз могли переправить даже 32 конных экипажа. 
После приходской реформы 1866 года Бражас принадлежал к приходу Салас. В 1949 году Бражциемс вместе с Приедайне был присоединён к тогдашнему Юрмальскому району, а с 1959 года он расположен на территории города Юрмалы. Поселок здесь быстро развивался после того, как в 1962 году был построен новый автомобильный мост между двумя берегами Лиелупе. 

## Бабитское городище
Недалеко от Бражциемса находится археологический памятник национального значения Бабитское городище, который приказом Министерства культуры Латвийской Республики 1998 г. №. 128 утверждён как объект под защитой государства № 2083.